# Hermann von der Hude

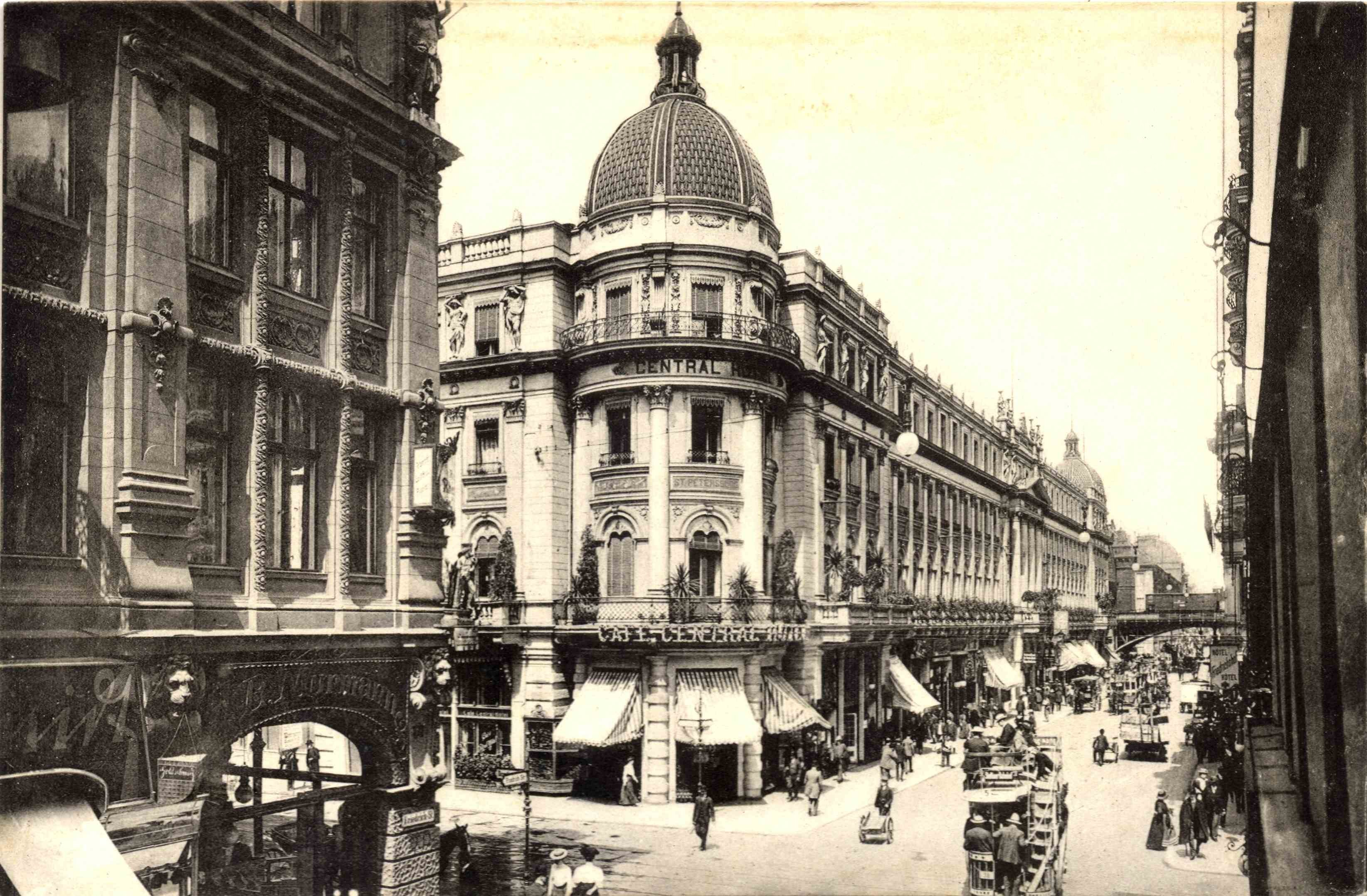
Central-Hotel på Friedrichstraße i Berlin (förstört)

Hermann Philipp Wilhelm von der Hude, född 2 juni 1830 i Lübeck, död 4 juni 1908 i Berlin, var en tysk arkitekt.
Hude fick sin utbildning i Berlin, vid akademien och hos Friedrich August Stüler. Efter att ha gjort studieresor i Nederländerna, England och Frankrike slog han sig ned i Berlin, där han byggde bland annat Villa Markwald, Hotel Kaiserhof, Central-Hotel och Lessingteatern. Tillsammans med Georg Theodor Schirrmacher ritade han Hamburger Kunsthalle (1863-69).
I Stockholm utformade han ritningarna till Davidsonska palatset, som sedan ombearbetades av Magnus Isæus: